# Marcos (football, 1974)
Pour les articles homonymes, voir Marcos.
Marcos Paulo Souza Ribeiro dit Marcos est un footballeur brésilien né le 21 mars 1974.